# Mullacor
Mullacor är ett berg i republiken Irland.   Det ligger i grevskapet Wicklow och provinsen Leinster, i den östra delen av landet, 40 km söder om huvudstaden Dublin. Toppen på Mullacor är 664 meter över havet, eller 104 meter över den omgivande terrängen. Bredden vid basen är 5,0 km. Mullacor ingår i Wicklowbergen.
Terrängen runt Mullacor är huvudsakligen kuperad.Runt Mullacor är det mycket glesbefolkat, med 4 invånare per kvadratkilometer. Närmaste större samhälle är Rathnew, 19,2 km öster om Mullacor. I omgivningarna runt Mullacor växer i huvudsak blandskog.